# Seuneubok Pidie (Tanah Jambo Aye)
Seuneubok Pidie is een bestuurslaag in het regentschap Aceh Utara van de provincie Atjeh, Indonesië. Seuneubok Pidie telt 597 inwoners (volkstelling 2010).